# Туризм в Танзании

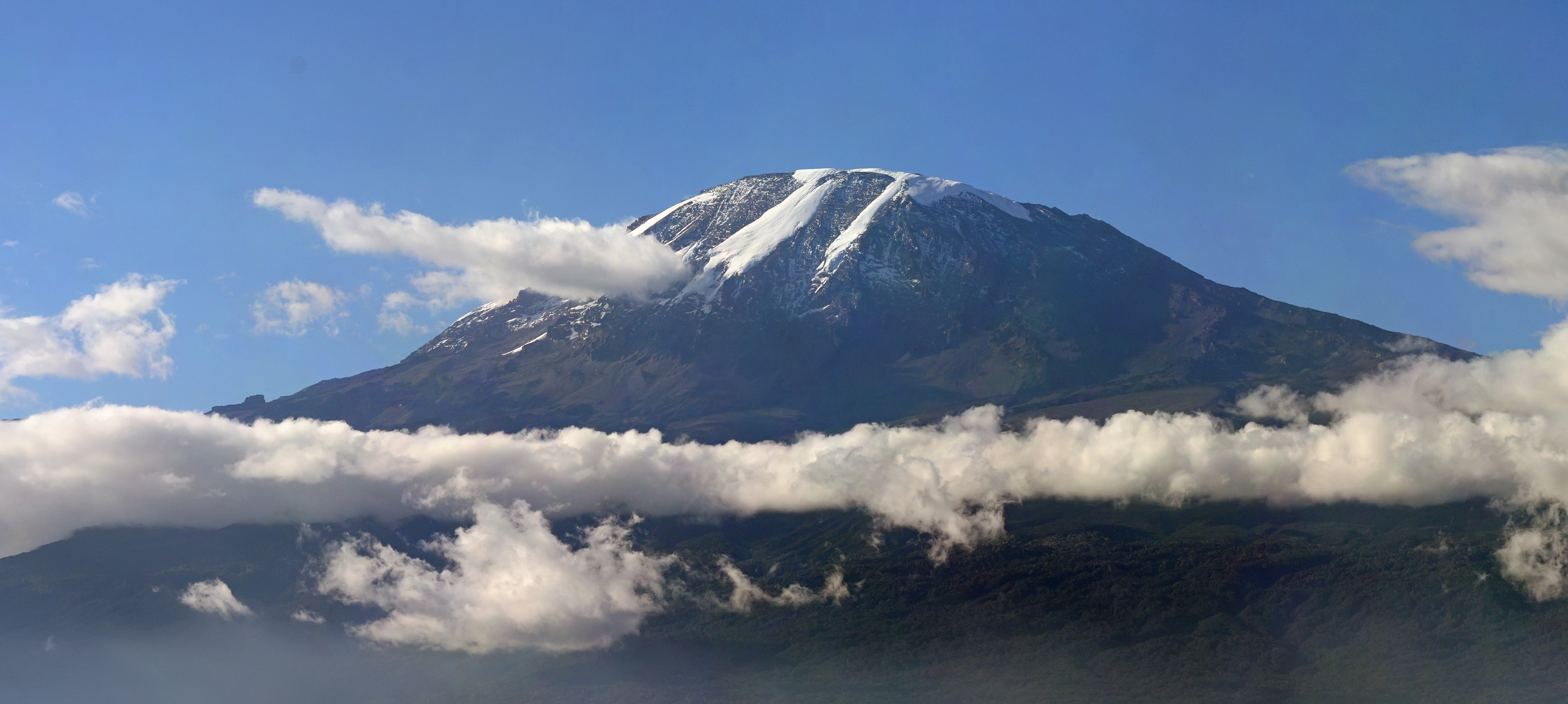
гора Килиманджаро

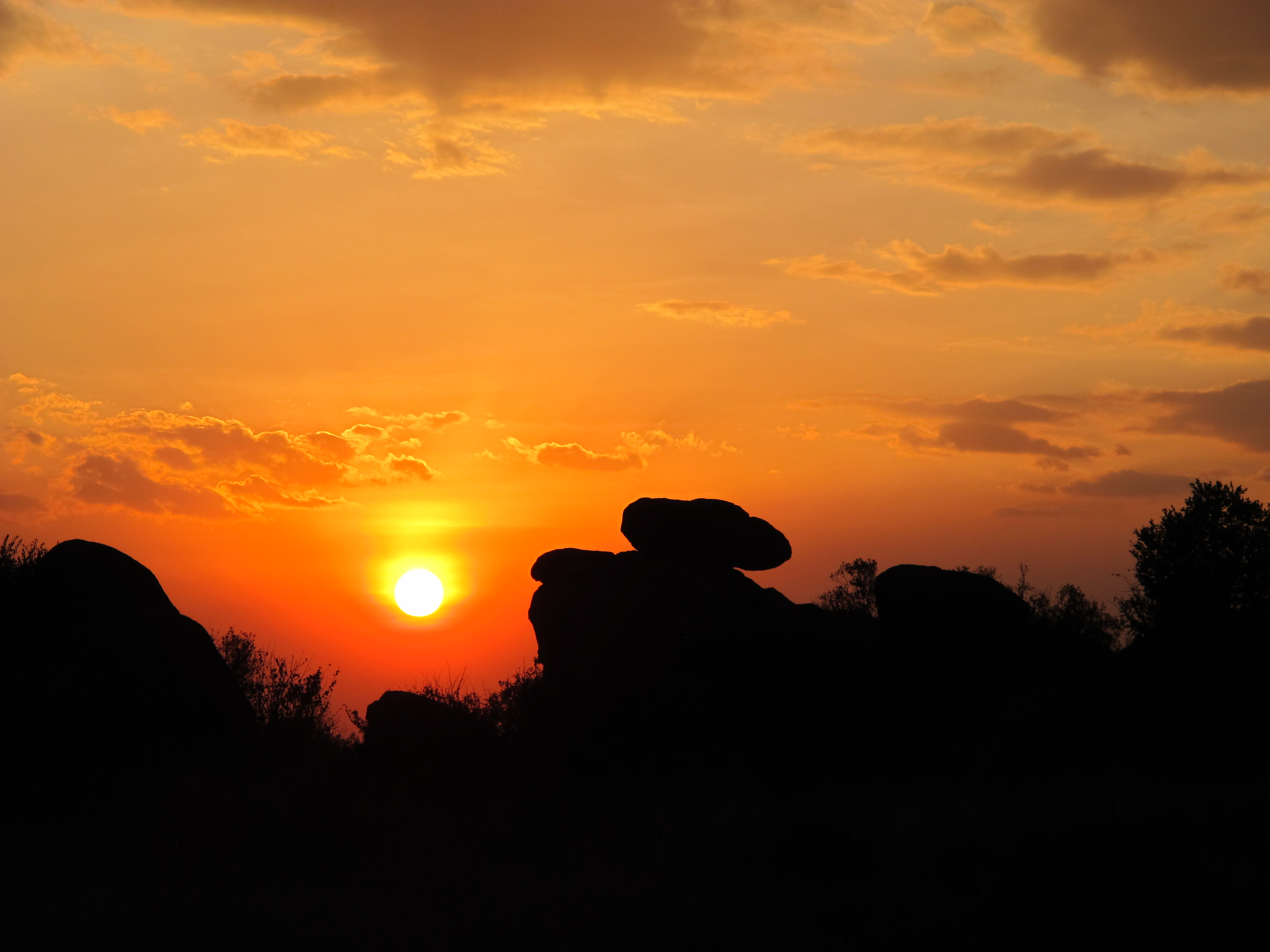
Закат в Серенгети

Туризм в Танзании развит достаточно широко благодаря наличию многих природных достопримечательностей. Более 44 процентов территории Танзании занимают заказники и национальные парки. В стране насчитывается 16 национальных парков, 29 заказников, 40 контролируемых заповедников и морских парков. На территории Танзания также расположена высочайшая горная вершина Африки — Килиманджаро. По оценке Нью-Йорк Таймс от 6 января 2012 года, Танзания занимала 7-е место из 45 лучших мест для посещения в этом году. Туристическая индустрия Танзании в настоящее время насчитывает 27 тысяч рабочих мест и даёт 25 % поступлений иностранной валюты Танзании. В 2011 году Танзанию посетило около 1 миллиона туристов, которые принесли стране доход в $1,7 млрд..

## Туристические достопримечательности
Наиболее известные туристические достопримечательности Танзании расположены в северной части страны и включают гору Килиманджаро и всемирно известный Национальный парк Серенгети, где можно наблюдать сезонные миграции животных. Заповедник Нгоронгоро представляет собой кальдеру потухшего вулкана, откуда открывается прекрасный обзор. В заповедниках Танзании можно наблюдать большие стада антилоп гну, зебр, львов, а также находящихся под угрозой исчезновения чёрных носорогов. В стране также развит пляжный туризм, особенно на островах Занзибар, Пемба и Мафия, где особенно развиты спортивная рыбалка и дайвинг. В стране имеется также большое количество мест для культурного туризма, таких как масайские бома и поселения бушменов.